# Tridysderina yasuni
Espèce
Tridysderina yasuni est une espèce d'araignées aranéomorphes de la famille des Oonopidae.

## Distribution
Cette espèce est endémique d'Équateur. Elle se rencontre dans les provinces d'Orellana, de Napo et de Sucumbíos.

## Description
Le mâle holotype mesure 1,80 mm et la femelle 2,05 mm.

## Étymologie
Son nom d'espèce lui a été donné en référence au lieu de sa découverte, la station scientifique du parc national Yasuni.

## Publication originale
- Platnick, Berniker & Bonaldo, 2013 : The South American goblin spider genera Dysderina and Tridysderina (Araneae, Oonopidae). American Museum Novitates, no 3772, p. 1-52 (texte intégral).